# Església de Sant Andreu de la Barca
Sant Andreu és una església al municipi de Sant Andreu de la Barca (Baix Llobregat) catalogada a l'Inventari del Patrimoni Arquitectònic de Catalunya. Es tracta d'una església d'estil historicista, presenta elements ornamentals de tradició romànica i clàssica. És d'una sola nau amb transsepte i cimbori, les capelles estan construïdes entre els contraforts laterals. A la façana principal hi ha la porta d'entrada amb arc de mig punt, i sobre aquesta un rosetó, resultat d'una composició de cercles. L'actual transsepte era la nau de la primitiva església. Es tenen dates del funcionament de la parròquia de Sant Andreu de Saguatosis del 1109. Posteriorment va ser engrandida el 1581. D'aquesta construcció només es conserva dempeus el campanar. L'església va ser reconstruïda al darrer terç del segle xix. Després d'aquesta última reconstrucció se la considerava com la Catedral o Perla del Llobregat.
Torre adossada al temple, de base quadrada que a mitjana alçada passa a ser vuitavada. Té un alt sòcol i tres pisos separats per cornises, llisos i només amb petites obertures a la cara de migdia. El darrer pis, construït amb pedra rogenca tallada en carreus petits (els altres pisos estan fets de carreus grans i ben tallats a les cantonades), té finestres gòtiques lleugerament apuntades a cada cara. També a l'obra gòtica tardana pertanyen les gàrgoles del capdamunt, situades als angles. El coronament, de tipus neogòtic, amb teulada d'acordió i torrella al cim, és de la fi del segle xix, quan es reconstruí l'església.
Es conserven tres claus de volta de l'església del segle xvi. La de Sant Andreu, titular de la parròquia, és la millor esculpida i la millor conservada. Es troba adossada a la paret exterior de la rectoria. S'hi representa el titular amb la creu en aspa del seu martiri i un llibre a la mà. El volta una sanefa d'ovals d'imitació clàssica. Les altres dues, que fins fa poc també eren al mateix lloc, ara es troben a l'interior del temple, a banda i banda de la porta, en un lloc de difícil visibilitat i sense il·luminació. Una és una Mare de Déu del Roser, amb el típic rosari envoltant la imatge de la Verge i el Nen. A l'altra hi apareix un sant, potser Sant Llop.
La pica baptismal tallada d'un un sol bloc de pedra calcària molt fina i blanquinosa.Té forma de copa amb vuit costats. Formada per la base, un llarg coll amb una mena d'astràgal o collarí al punt més estret i la pica o copa de bateig. La base, quadrada, té uns entrants amb motllures gòtiques que permeten el pas a la figura vuitavada. Les arestes dels costats són força marcades. El seu estil, simple i geomètric, és propi de l'art gòtic català. Originàriament i fins ben entrat el s. XX la pica baptismal es trobava a l'entrada de l'església i era utilitzada per a l'aigua beneita, però en els anys seixanta fou traslladada prop de l'altar on s'utilitza com a pica baptismal. Dataria del moment d'engrandiment de l'església el 1581.

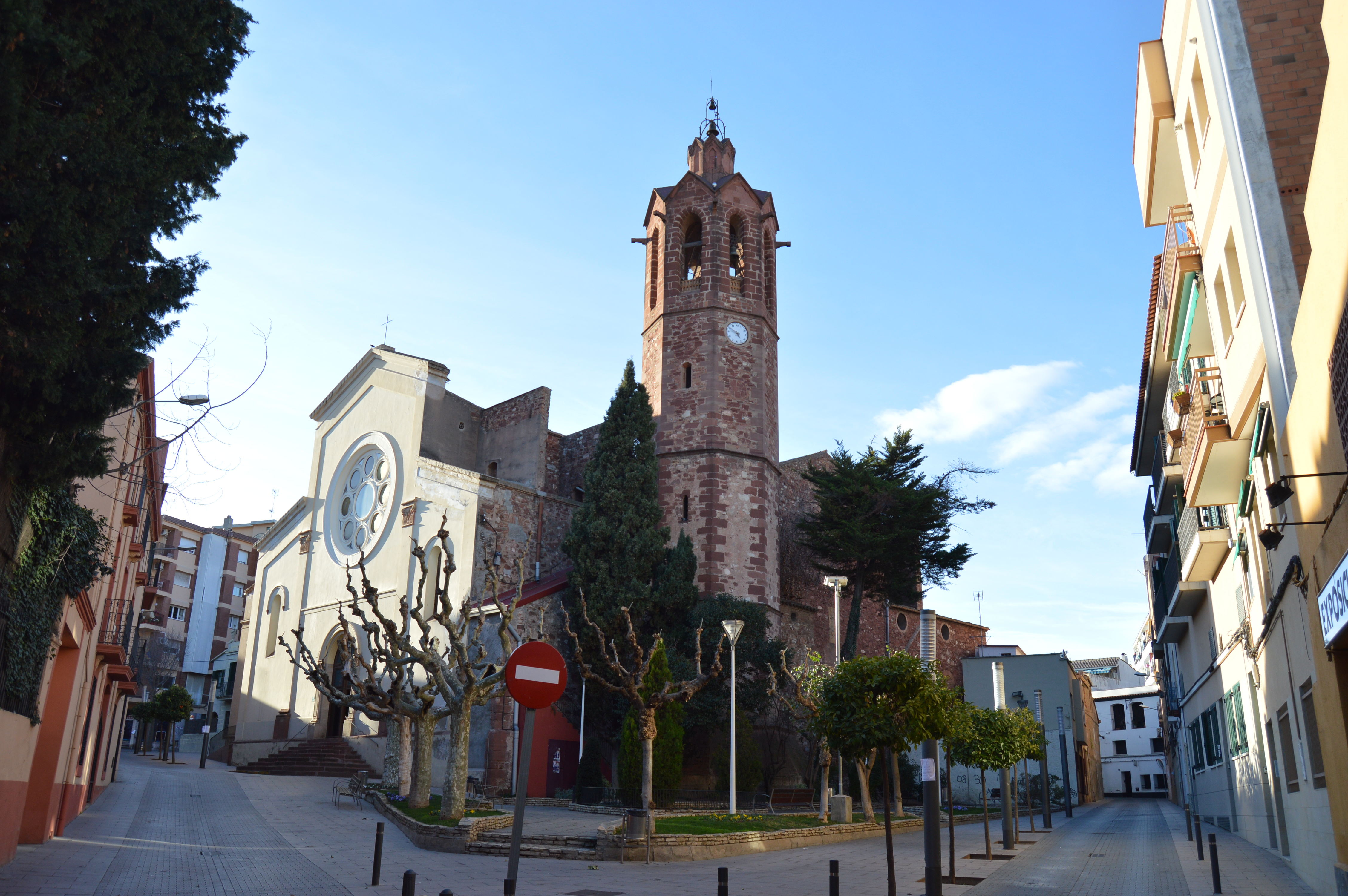
Parròquia de Sant Andreu de la Barca, febrer del 2016.